# Lista das escolas públicas do Amazonas por IDEB de 2011
Este anexo aborda as melhores escolas púbicas do Amazonas segundo o IDEB de 2011. O Amazonas é um estado brasileiro, situado na Região Norte e que tem como capital, o município de Manaus. O IDEB é o Índice de Desenvolvimento da Educação Básica, um indicador criado pelo governo federal para medir a qualidade do ensino nas escolas públicas. O último Ideb, realizado em 2011, declara a nota do Amazonas sendo 4,3 nos anos iniciais, 3,8 nos anos finais e 3,5 no ensino médio.

## Anos iniciais do ensino fundamental
| Posição | Escola                                              | Caráter   | Município  | IDEB |
| ------- | --------------------------------------------------- | --------- | ---------- | ---- |
| 1       | Escola Estadual São Pedro                           | Estadual  | Maués      | 7,2  |
| 2       | Escola Estadual Dom Bosco                           | Estadual  | Eirunepé   | 7,1  |
| 3       | Escola Estadual Professora Hilda de Azevedo Tribuzy | Estadual  | Manaus     | 7,0  |
| 5       | Escola Municipal Nossa Senhora das Graças           | Municipal | Manaus     | 7,0  |
| 6       | Escola Municipal Sagrado Coração de Jesus           | Municipal | Manaus     | 4,7  |
| 7       | Escola Estadual Joaquim de Paula                    | Estadual  | Novo Airão | 7,0  |
| 8       | Colégio Militar da Polícia Militar                  | Estadual  | Manaus     | 6,9  |
| 9       | Escola Estadual Getúlio Vargas                      | Estadual  | Beruri     | 6,8  |
| 10      | Escola Estadual Nossa Senhora do Carmo              | Estadual  | Parintins  | 6,6  |
| 11      | Escola Estadual Santa Terezinha                     | Estadual  | Manaus     | 6,5  |
| 12      | Escola Estadual Balbina Mestrinho                   | Estadual  | Novo Airão | 6,5  |